# Beroende variabel
Beroende variabel (även kallad responsvariabel, engelska: dependent variable). Vid undersökning av samband mellan variabler är fördelningen av den beroende variabeln beroende av eller en 'effekt' av en oberoende variabel eller flera oberoende variabler. Den beroende variabeln kommer normalt efter den/de oberoende variablerna i tid.